# Quách Bảo Ngọc
Quách Bảo Ngọc (chữ Hán: 郭宝玉, ? – ?), tên tự là Ngọc Thần, người huyện Trịnh, Hoa Châu , là một trong 4 tướng lĩnh người dân tộc Hán đầu tiên của Đế quốc Mông Cổ thời Thành Cát Tư Hãn (3 viên Hán tướng còn lại là Sử Bỉnh Trực, Trương Nhu và Phạm Chu Cát). Ông tham gia cuộc tây chinh đầu tiên của Đế quốc Mông Cổ, từng bị trọng thương và được cứu chữa bằng cách nhét vào bụng bò.

## Đầu hàng Mông Cổ
Bảo Ngọc là hậu duệ của Quách Tử Nghi – danh tướng nhà Đường, nguyên quán là huyện Dương Khúc, địa cấp thị Thái Nguyên, tỉnh Sơn Tây. Bảo Ngọc thông hiểu thiên văn, binh pháp, giỏi cưỡi ngựa bắn cung. Cuối đời Kim, Bảo Ngọc được phong Phần Dương quận công (Quách Tử Nghi được nhà Đường phong tước Phần Dương quận vương), kiêm Mãnh An, đưa quân đồn trú Định Châu .
Năm 1211, có lời đồng dao rằng: "Vẫy vẫy mũ cao, đến Hà Nam, phong Yên chi."  Đến khi sao Thái Bạch hiện ra ban ngày, Bảo Ngọc than rằng: "Quân bắc nam hạ, Biện Lượng sắp hàng, trời đổi họ rồi."
Nhà Kim lấy Độc Cát Tư Trung, Hoàn Nhan Thừa Dụ làm Hành trung thư tỉnh, lĩnh binh đắp Ô Sa Bảo , chợt quân Mông Cổ của Mộc Hoa Lê kéo đến, đánh bại hơn 30 vạn quân Kim, bọn Tư Trung bỏ chạy, Bảo Ngọc bèn đem quân ra hàng .
Mộc Hoa Lê tiến cử Bảo Ngọc với Thành Cát Tư Hãn; được hỏi về sách lược lấy Trung Nguyên, ông đáp rằng: "Trung Nguyên thế lớn, không thể lấy ngay. Các tộc Phiên ở tây nam mạnh tợn có thể dùng, nên lấy nơi ấy trước, mượn sức họ mưu đồ nước Kim, ắt được như ý vậy." Lại nói: "Buổi đầu dựng nước, nên đặt lệnh mới." Thành Cát Tư Hãn nghe theo. Dựa theo những gì Bảo Ngọc trình bày, nước Mông Cổ ban bố 5 chương điều lệnh: ra quân không được giết sằng; dụng hình chỉ có tội nặng là xử tử, kỳ dư các tội khác thì cân nhắc phạt đòn; Quân hộ, người Mông Cổ, Sắc mục thì mỗi đinh lấy 1 quân, người Hán có 4 khoảnh ruộng thì 3 đinh lấy 1 quân ; 15 tuổi trở lên là thành đinh, 60 tuổi là phá lão, trạm hộ tương đồng với quân hộ; thợ trong dân giới hạn chỉ có 1 khoảnh ruộng; tăng nhân, đạo sĩ chẳng ích cho nước, gây hại cho dân thì cấm chỉ hoạt động.

## Tham gia chinh chiến
Thành Cát Tư Hãn sắp tây chinh, e ngại thành trì ở đấy phần nhiều dựa vào vị trí hiểm trở của núi non, hỏi Bảo Ngọc sách lược tấn công, ông đáp rằng: "Nếu thành của họ ở trên trời, thì không thể lấy được, còn nếu không ở trên trời, thì ắt lấy được." Thành Cát Tư Hãn khen ngợi, cho Bảo Ngọc thụ chức Sao mã đô trấn phủ (Sao mã nghĩa là ngựa bị trưng thu). Năm 1213, Bảo Ngọc theo Mộc Hoa Lê chiếm Vĩnh Thanh, phá Cao Châu , thu hàng Bắc Kinh , Long Sơn ; lại soái Sao mã từ Cẩm Châu ra Yên Nam, phá các châu huyện thuộc Thái Nguyên, Bình Dương .
Năm 1219, Bảo Ngọc theo đại quân tây chinh, phá địch hơn 30 vạn. Bảo Ngọc trúng tên lạc vào ngực, Thành Cát Tư Hãn mệnh cho moi bụng bò đặt ông vào, một lúc sau thì tỉnh lại. Bảo Ngọc tiếp tục chiến đấu, tham gia lấy các thành Biệt Thất Bát Lý , Biệt Thất Lan . Quân Mông Cổ đến Hốt Chương Hà , người Khwarezmia bày trận đôi kháng cự; hai bên giao chiến đang hăng, Bảo Ngọc quan sát đối phương, vội hô rằng: "Trận tây chạy rồi!" Kẻ địch quả nhiên bỏ chạy, quân Mông Cổ đuổi giết bằng sạch. Quân Mông Cổ hạ thành Triêm Tư Kiền , tiến đến Ám Mộc Hà , gặp hơn 10 lũy của địch, còn có thuyền trên sông. Lát sau sóng gió nổi lớn, Bảo Ngọc lệnh cho bắn tên lửa vào thuyền địch, một lúc cháy cả; quân Mông Cổ thừa thắng xông lên, phá 5 vạn quân giữ trên bờ, chém đại tướng Tá Lý, rồi dẹp các lũy, thu lấy thành Mã Lý Tư của Hô Lạp Thương bộ .
Năm 1221, Sultan của Đế quốc Khwarezmian là Jalal ad-Din Mingburnu chạy vào Thiết Môn , đồn trú Đại Tuyết Sơn , Bảo Ngọc tham gia truy kích, ông ta bèn chạy sang Ấn Độ . Quân Mông Cổ ở trước Đại Tuyết Sơn, bấy giờ tuyết trong cốc dày 2 trượng, Bảo Ngọc xin phong thần sông, núi. Tháng 3 ÂL năm 1222, Thành Cát Tư Hãn phong Côn Lôn Sơn làm Huyền Cực vương, Đại Diêm Trì làm Huệ Tế vương . Bảo Ngọc tiếp tục theo Triết Biệt, Tốc Bất Đài tây chinh, nhờ công dần thăng đến Đoạn sự quan (quan chức quản lý chánh vụ) , mất ở Hạ Lan Sơn.

## Các con
Bảo Ngọc có hai con trai:
- Quách Đức Hải, sử cũ có truyện.
- Quách Đức Sơn, giữ chức Vạn hộ, tham gia phá Thiểm Châu, mất khi đánh Đồng Quan.